# Borsten-Pippau
Der Borsten-Pippau (Crepis setosa) ist eine Pflanzenart aus der Gattung Pippau (Crepis) innerhalb der Familie der Korbblütler (Asteraceae).

## Beschreibung

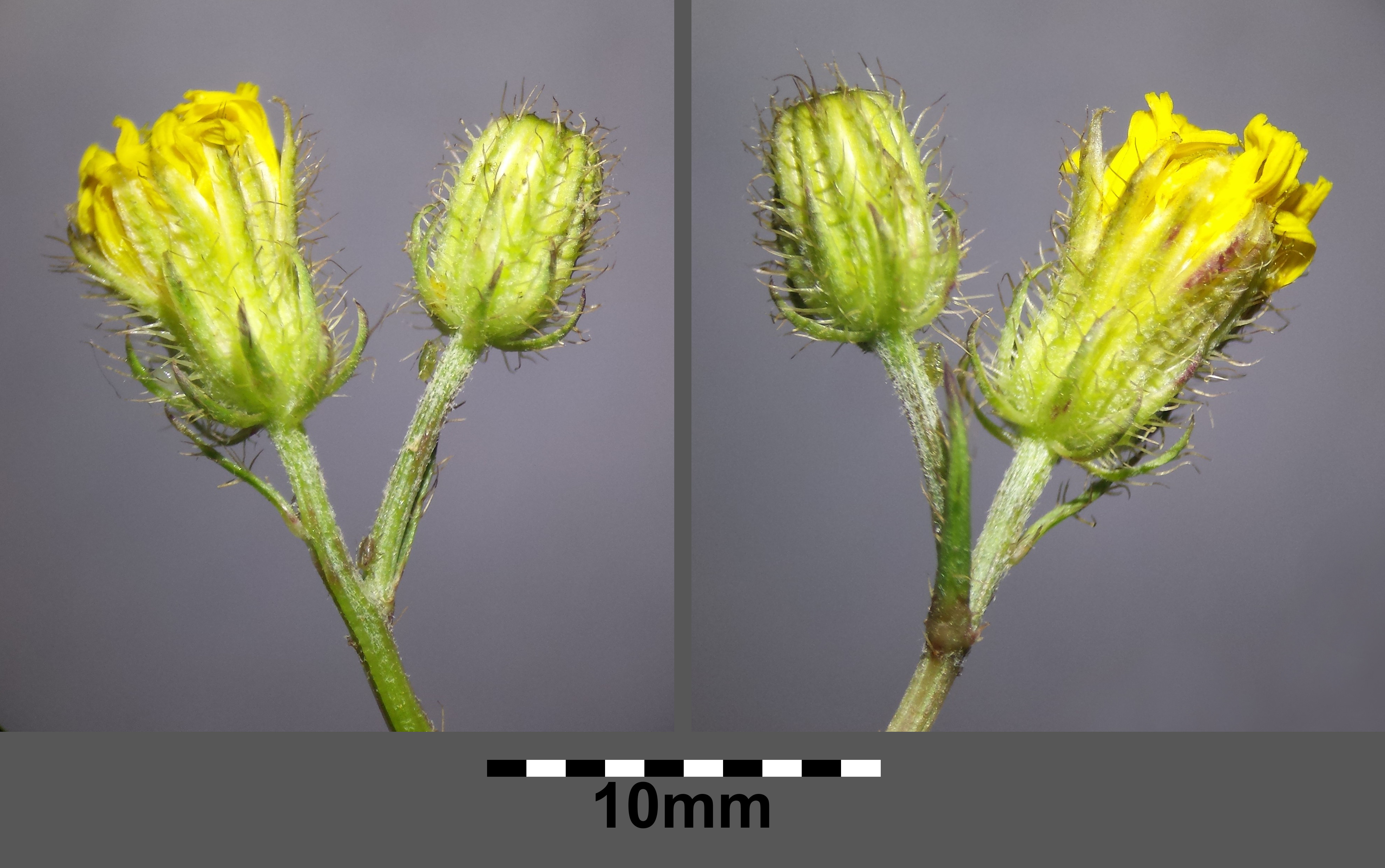
Die Korbhülle ist reichlich borstenhaarig.

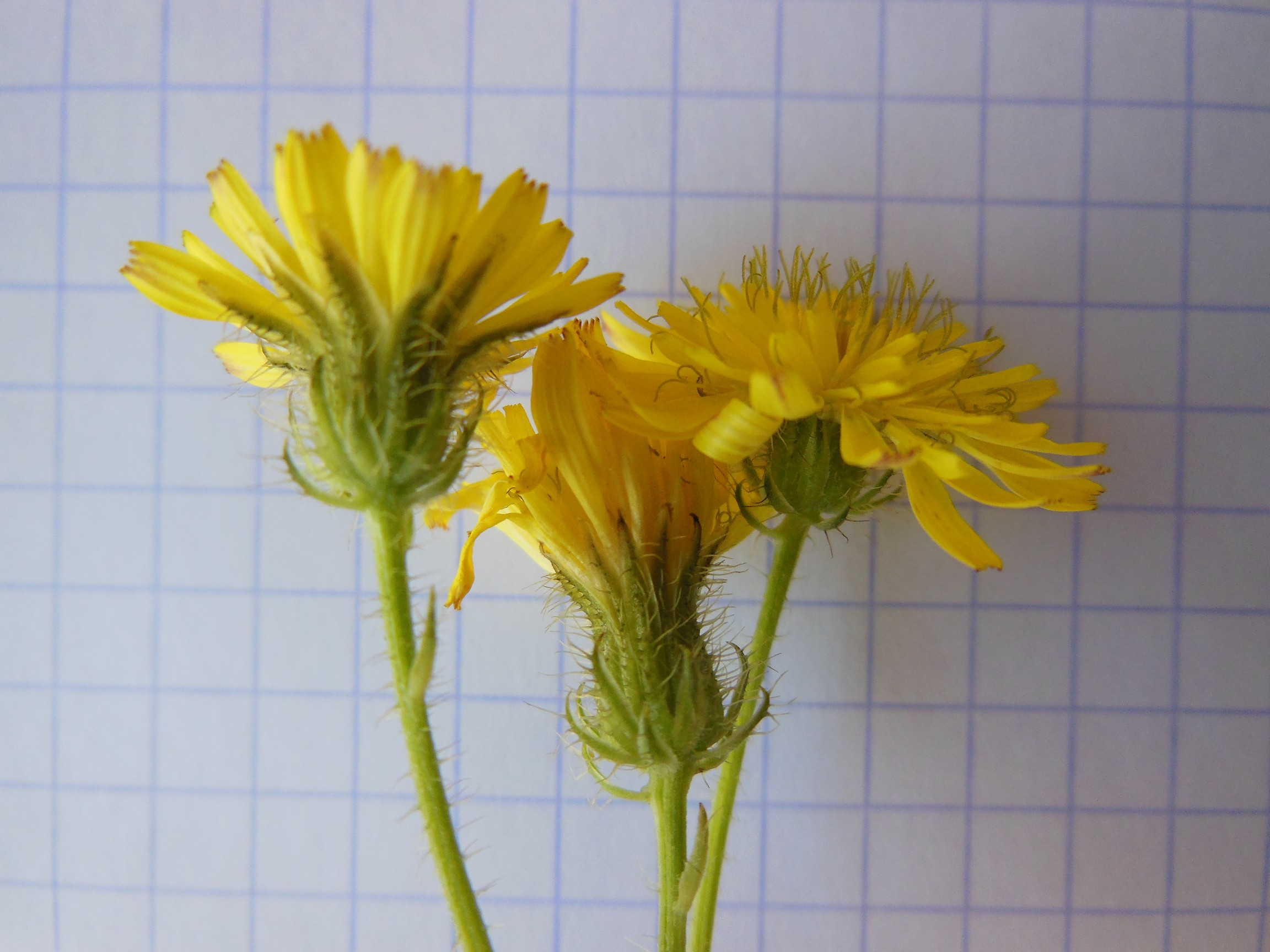
Blütenkörbchen während unterschiedlicher Stadien

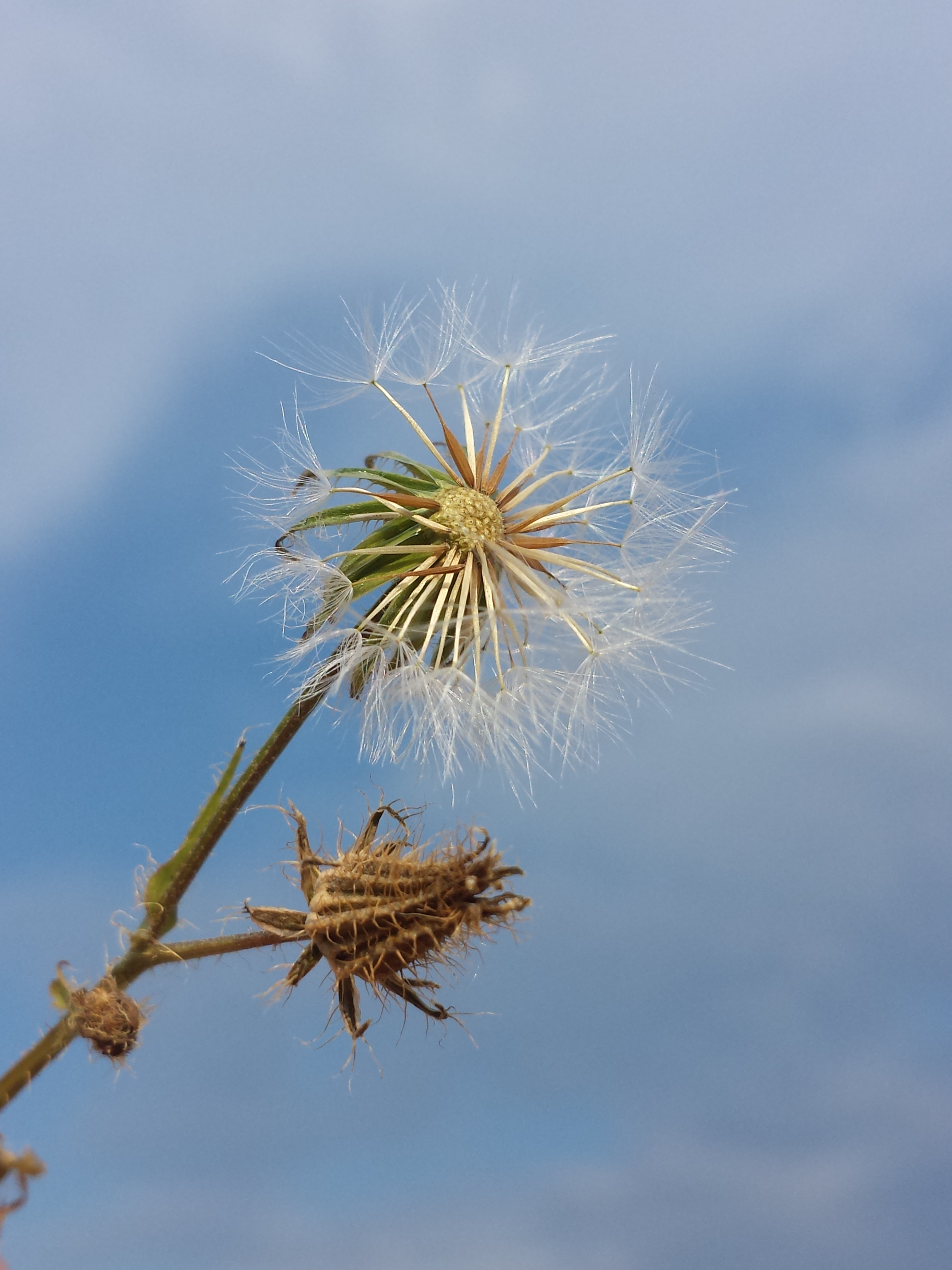
Fruchtstand

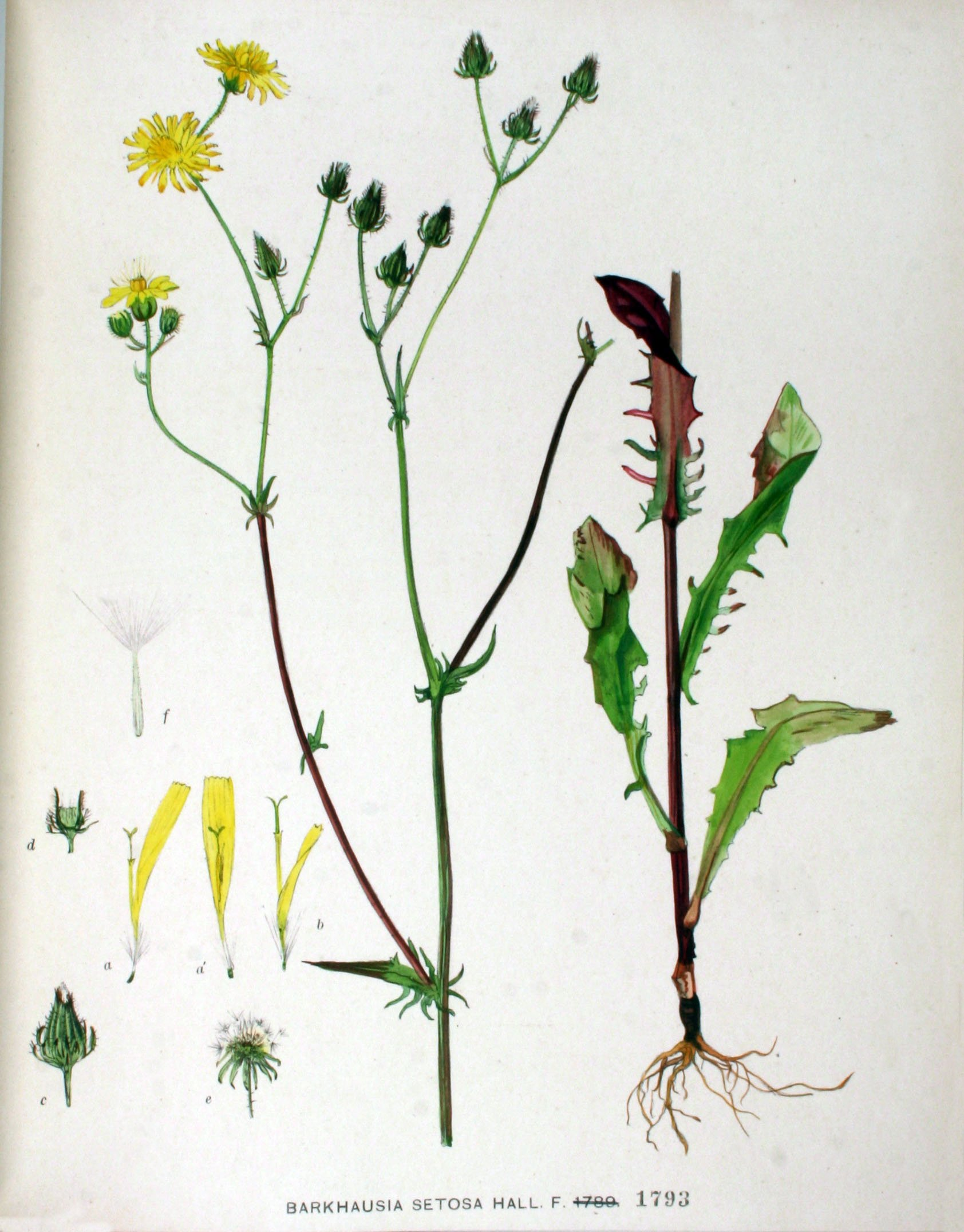
Illustration

### Vegetative Merkmale
Der Borsten-Pippau ist eine einjährige krautige Pflanze und erreicht Wuchshöhen von 8 bis 80 Zentimetern. Der Stängel ist aufrecht.
Die Laubblätter sind eiförmig bis länglich, hellgrün, mindestens unterseits borstig behaart, am Rande bewimpert oder kahl. Bei den unteren Laubblättern ist die Blattspreite bis zu 30 Zentimeter lang sowie bis zu 8 Zentimeter breit, in den Blattstiel verschmälert und gezähnt bis fiederspaltig mit einem größeren Endlappen. Die Stängelblätter sind fiederspaltig und mit spießförmigem Grund sitzend.

### Generative Merkmale
Die Blütezeit reicht von Juni bis September. In einem doldentraubigen Gesamtblütenstand befinden sich körbchenförmige Teilblütenstände. Die Blütenkörbe sitzen auf gelb oder fuchsrot borstig behaarten Korbschäften und weisen einen Durchmesser von 10 bis 14 Millimetern auf. Die Korbhülle ist 8 bis 10 Millimeter hoch und weist einen Durchmesser von 4 bis 10 Millimetern auf. Die Hüllblätter sind auffällig mit hellen borstigen Trichomen besetzt. Die Blüten sind hell zitronen-gelb. Der Griffel ist dunkel-grün.
Die Achänen sind 3 bis 5 Millimeter lang, gelb-braun, besitzen zehn Rippen und sind in einen Schnabel verschmälert. Der Pappus ist weiß.
Die Chromosomenzahl beträgt 2n = 6 oder 8.

## Ökologie
Auf dem Borsten-Pippau wurde der Pilz Puccinia crepidis nachgewiesen.

## Vorkommen
Das Verbreitungsgebiet des Borsten-Pippau reicht von Süd- und dem südlichen Mitteleuropa bis Polen, Russland, zum Kaukasusraum und nach Vorderasien. Es gibt ursprüngliche Vorkommen in Spanien, Frankreich, Italien, Osterreich, Tschechien, der Slowakei, Ungarn, Rumänien, Bulgarien, der Ukraine, Slowenien, Serbien, Kroatien, Bosnien-Herzegowina, Montenegro, Albanien, Griechenland, Nordmazedonien, der Türkei und dem Kaukasusraum. In Deutschland und in Belgien ist die Art eingebürgert, in der Schweiz und in Schweden ist die Ursprünglichkeit zweifelhaft. Der Borsten-Pippau gedeiht auf sommerwarmen, mäßig trockenen, nährstoffreichen Böden an Wegen, auf Dämmen, an Ackerrändern und in Unkrautfluren. Er ist eine Pionierpflanze und ist Charakterart des Verbands Dauco-Melilotion, kommt aber auch in Gesellschaften der Ordnung Polygono-Chenopodietalia, in Klee- und Luzerneäckern vor.
Die ökologischen Zeigerwerte nach Landolt et al. 2010 sind in der Schweiz: Feuchtezahl F = 1+ (trocken), Lichtzahl L = 4 (hell), Reaktionszahl R = 4 (neutral bis basisch), Temperaturzahl T = 4+ (warm-kollin), Nährstoffzahl N = 4 (nährstoffreich), Kontinentalitätszahl K = 4 (subkontinental), Salztoleranz 1 (tolerant).

## Taxonomie
Die Erstveröffentlichung von Crepis setosa erfolgte 1797 durch den Schweizer Botaniker Albrecht von Haller dem Jüngeren (1758–1823), in Archiv für die Botanik (Leipzig), Band 1, 2, S. 1.